# Brauerei Kaiserdom
Vous pouvez aider à l'améliorer ou bien discuter des problèmes sur sa page de discussion.
- Il ne cite pas suffisamment ses sources. Vous pouvez indiquer les passages à sourcer avec {{référence nécessaire}} ou {{Référence souhaitée}}, et inclure les références utiles en les liant aux notes de bas de page. (Marqué depuis avril 2021)
- Il contient une ou plusieurs listes. Le texte gagnerait à être rédigé sous la forme d’un ou plusieurs paragraphes synthétiques, afin d’être plus agréable à lire. (Marqué depuis avril 2021)

- Archive Wikiwix
- Bing
- Cairn
- DuckDuckGo
- E. Universalis
- Gallica
- Google
- G. Books
- G. News
- G. Scholar
- Persée
- Qwant
- (zh) Baidu
- (ru) Yandex
- (wd) trouver des œuvres sur Wikidata

La Kaiserdom Specialitäten Brauerei est une brasserie à Bamberg, dans le Land de Bavière.

## Histoire
La brasserie privée de Bamberg est fondée en 1718 dans le quartier Gaustadt de Bamberg par Georg Morg. Il appartient à la famille Wörner depuis 1910. Déjà en 1953, la production est de 6 000 hectolitres et augmente au cours des années suivantes. Dans les années 2010, environ 320 000 hl sont brassés chaque année. La brasserie Kaiserdom devient la plus grande brasserie de Bamberg et des environs. La bière (y compris la bière casher) est exportée sur les cinq continents et peut être achetée dans plus de 65 pays.
La famille Wörner possède aussi la Klosterbräu Bamberg (acquise en 2017) et la Gasthausbrauerei Kronprinz.

## Production
Bières
- Kaiserdom Pilsener Premium
- Kaiserdom Hefe Weißbier naturtrüb
- Kaiserdom Urstoff
- Kaiserdom Dark Lager Bier
- Kaiserdom Kellerbier
- Prostel alkoholfreies Bier

Boissons non-alcoolisées
Sous le nom "Club Drinks", Kaiserdom produit les boissons sans alcool suivantes :
- Aqua Tafelwasser
- Orangen Limonade
- Zitronen Limonade
- Cola Mix
- Apfelschorle
- A.C.E Orange Karotte